# Die Lebensschule
Die Lebensschule – Schriftenfolge des Bundes Entschiedener Schulreformer (BESch)
Die Schriftenfolge wurde zu Beginn der Weimarer Republik vom „Bund Entschiedener Schulreformer“ gestartet, um im Hinblick auf den Weimarer Schulkompromiss und das in der Weimarer Verfassung geforderte, aber noch zu gestaltende „Reichsschulgesetz“ die Eltern, Erzieher, Lehrer, vor allem aber die ganze deutsche Jugend für die Einführung einer „neuen Schule“ zu gewinnen. Mit der Bezeichnung „Die Lebensschule“ fasste der Herausgeber Franz Hilker bewusst den ganzen Themenbereich Lebensreform ins Auge. Die Lebensschule bezieht sich auf unterschiedliche Überlegungen und Versuche der Reformpädagogik, wie Landerziehungsheime, Lebensgemeinschaftsschule, "elastische" Einheitsschule, Arbeitsschule, Produktionsschule etc., die organisatorisch und inhaltlich in der „neuen Schule“ vereinigt zu einer neuen „höheren Qualität der Menschenbildung“ führen sollten. Angefangen vom Kindergarten, über die „elastische“ Einheitsschule im Grund-, Mittel- und Oberschulbereich, bis hin zu den Berufs-, Fach- und Hochschulen war die kultur- und bildungspolitische Reichweite im Lebensschulkonzept der „entschiedenen Schulreformer“ angelegt. Ab Mitte der 1920er Jahre schwand zunehmend die Hoffnung aller Beteiligten, dass in der „Weimarer Republik“ jemals ein „Reichsschulgesetz“ verabschiedet würde, das als sozial-, kultur- und bildungspolitische Grundlage für die „Lebensschule“ hinreichend dienlich sein könnte. Nach insgesamt 20 Einzeltiteln wurde die Schriftenfolge, die im Berliner Verlag C. A. Schwetschke & Sohn erschien, eingestellt.

## Schriftenfolge
- Heft 1: Franz Hilker/Geleitwort: Paul Oestreich: Jugendfeiern. (1921)
- Heft 2: Walter Schönbrunn: Das Erlebnis der Dichtung in der Schule. (1921)
- Heft 3: Karl Wilker: Fürsorgeerziehung als Lebensschulung: Ein Aufruf zur Tat. (1921)
- Heft 4: Paul Oestreich: Die elastische Einheitsschule: Lebens- und Produktionsschule. (1921)
- Heft 5: Olga Essig: Die Berufsschule als Glied der Produktionsschule. (mit Auszügen aus Bestimmungen über Einrichtung und Lehrpläne der Fach- und Fortbildungsschulen sowie der Berufsschullehrerbildung) (1921)
- Heft 6: Mathilde Vaerting: Neue Wege im mathematischen Unterricht: Zugleich Anleitung zur Förderung und Auslese mathematischer und technischer Begabungen. (1921)
- Heft 8/9: Olga Essig: Beruf und Menschentum: Vorträge, Abrisse und Leitsätze. (1924)
- Heft 8/9: Olga Essig Im Kampf um die Berufsschule: Schulpolitische und organisatorische Pläne, Entwürfe, Anträge und Versuche. (1924)
- Heft 10: Franz Hilker (Hrsg.): Kunst und Schule: Wege und Ziele schöpferischer Gestaltung. (1922)
- Heft 11: Adolf Grimme: Der religiöse Mensch: Eine Zielsetzung für die neue Schule. (Im Anschluss an die Leitsätze der Ortsgruppe Hannover des Bundes Entschiedener Schulreformer) (1923)
- Heft 12: Maria Montessori u. a.: Die Selbsterziehung des Kindes. (1923)
- Heft 13: Henny Schumacher: Friedrich Fröbels Ideen im Lichte der Gegenwart. (1923)
- Heft 14/15 Fischl Schneersohn: Die katastrophale Zeit und die heranwachsende Generation. (Die Wirkung von Katastrophen auf die Seele des normalen und anormalen Kindes) (1924)[1]
- Heft 17: Fritz Müller: Dramatisches Gestalten in der Volksschule. (1925)
- Heft 18: Helmut Alberts: Aus dem Leben der Berthold-Otto-Schule. (1925)
- Heft 19/20: Fischl Schneersohn: Psychologie des intimen Kinderlebens. (1926)[2]

## Notizen
1. ↑  Zum Autor siehe das Lemma Œuvre de secours aux enfants, OSE. Er hat damals bei der OZE, späterer Name OSE, zahlreiche Vorträge zur Pädagogik und Medizin gehalten.
2. ↑  siehe Anmerkung zu Heft 14/15